# Vernois-lès-Belvoir
Vernois-lès-Belvoir är en kommun i departementet Doubs i regionen Bourgogne-Franche-Comté i östra Frankrike. Kommunen ligger i kantonen Pont-de-Roide som tillhör arrondissementet Montbéliard. År 2022 hade Vernois-lès-Belvoir 51 invånare.

## Befolkningsutveckling
Antalet invånare i kommunen Vernois-lès-Belvoir
Referens:INSEE